# Megachile gastracantha
Megachile gastracantha là một loài Hymenoptera trong họ Megachilidae. Loài này được Cockerell mô tả khoa học năm 1931.